# Володарська селищна територіальна громада
Володарська селищна територіальна громада — територіальна громада в Україні, в Білоцерківському районі Київської області. Адміністративний центр — селище Володарка.
Утворена 12 червня 2020 року шляхом об'єднання Володарської селищної ради та Березнянської, Біліївської, Гайворонської, Городище-Пустоварівської, Завадівської, Зрайківської, Капустинської, Косівської, Лобачівської, Логвинської, Мармуліївської, Матвіїської, Ожегівської, Пархомівської, Петрашівської, Рачківської, Рогізнянської, Рубченківської, Рудосільської, Тарганської сільських рад Володарського району.

## Населені пункти
У складі громади 1 селище (Володарка) і 33 села:
- Березна
- Біліївка
- Веснянка
- Володимирівка
- Гайворон
- Городище-Косівське
- Городище-Пустоварівське
- Завадівка
- Зрайки
- Дружба
- Капустинці
- Кленове
- Коржиха
- Косівка
- Лихачиха
- Лобачів
- Логвин
- Мармуліївка
- Матвіїха
- Михайлівка
- Надросівка
- Нове Життя
- Ожегівка
- Пархомівка
- Петрашівка
- Ратуш
- Рачки
- Рогізна
- Рубченки
- Руде Село
- Тарган
- Чепіжинці
- Шевченкове

## Старостинські округи
- Гайворонський (села Гайворон, Біліївка, Петрашівка, Рогізна)
- Городище-Пустоварівський (села Березна, Веснянка, Городище-Пустоварівське)
- Завадівський (села Завадівка, Дружба, Рачки, Ратуш, Косівка, Городище-Косівське)
- Логвинський (села Логвин, Михайлівка, Тарган, Надросівка)
- Лобачівський (села Лобачів, Нове Життя, Зрайки, Шевченкове)
- Пархомівський (села Пархомівка, Матвіїха, Лихачиха, Ожегівка)
- Рубченківський (села Рубченки, Володимирівка, Капустинці, Чепіженці, Коржиха)
- Рудосільський (села Руде Село, Мармуліївка, Кленове).